# Pascal Stenzel
Pascal Stenzel (ur. 20 marca 1996 w Bünde) – niemiecki piłkarz grający na pozycji obrońcy.

## Życiorys
Jest wychowankiem Borussii Dortmund. W czasach juniorskich trenował także w VfL Osnabrück, Arminii Bielefeld i JSG Rödinghausen/Bruchmühlen. 29 stycznia 2016 został wypożyczony z Borussii do drugoligowego wówczas SC Freiburg. W barwach tego klubu zadebiutował w Bundeslidze – miało to miejsce 10 września 2016 w wygranym 3:1 meczu z Borussią Mönchengladbach. 1 lipca 2017 został wykupiony przez Freiburg za 4 miliony euro.